# Aeletes neckerensis
Aeletes neckerensis är en skalbaggsart som beskrevs av Yélamos 1998. Aeletes neckerensis ingår i släktet Aeletes och familjen stumpbaggar. Inga underarter finns listade i Catalogue of Life.